# Comité olympique de la Tanzanie
Le Comité olympique de la Tanzanie (en anglais, Tanzania Olympic Committee) est le comité national olympique de la Tanzanie, fondé en 1968.
Il a aussi existé un comité olympique du Tanganyika qui a envoyé trois athlètes aux Jeux de 1964 à Tokyo.

## Histoire
Le comité est fondé en 1968, après la fusion en 1964 du Tanganyika et de Zanzibar, et reconnu par le Comité international olympique la même année.
La Tanzanie participe à ses premiers Jeux olympiques en 1968 à Mexico.